# Jan Breydel

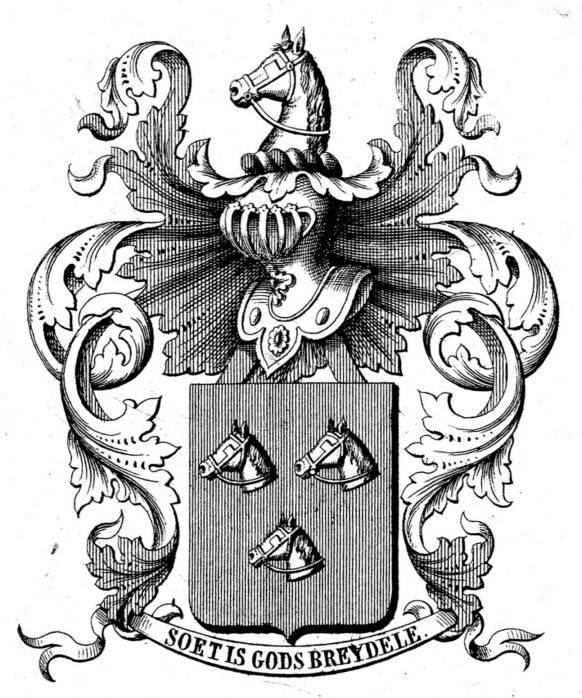
Armorial von der Familie Breydel in Gent

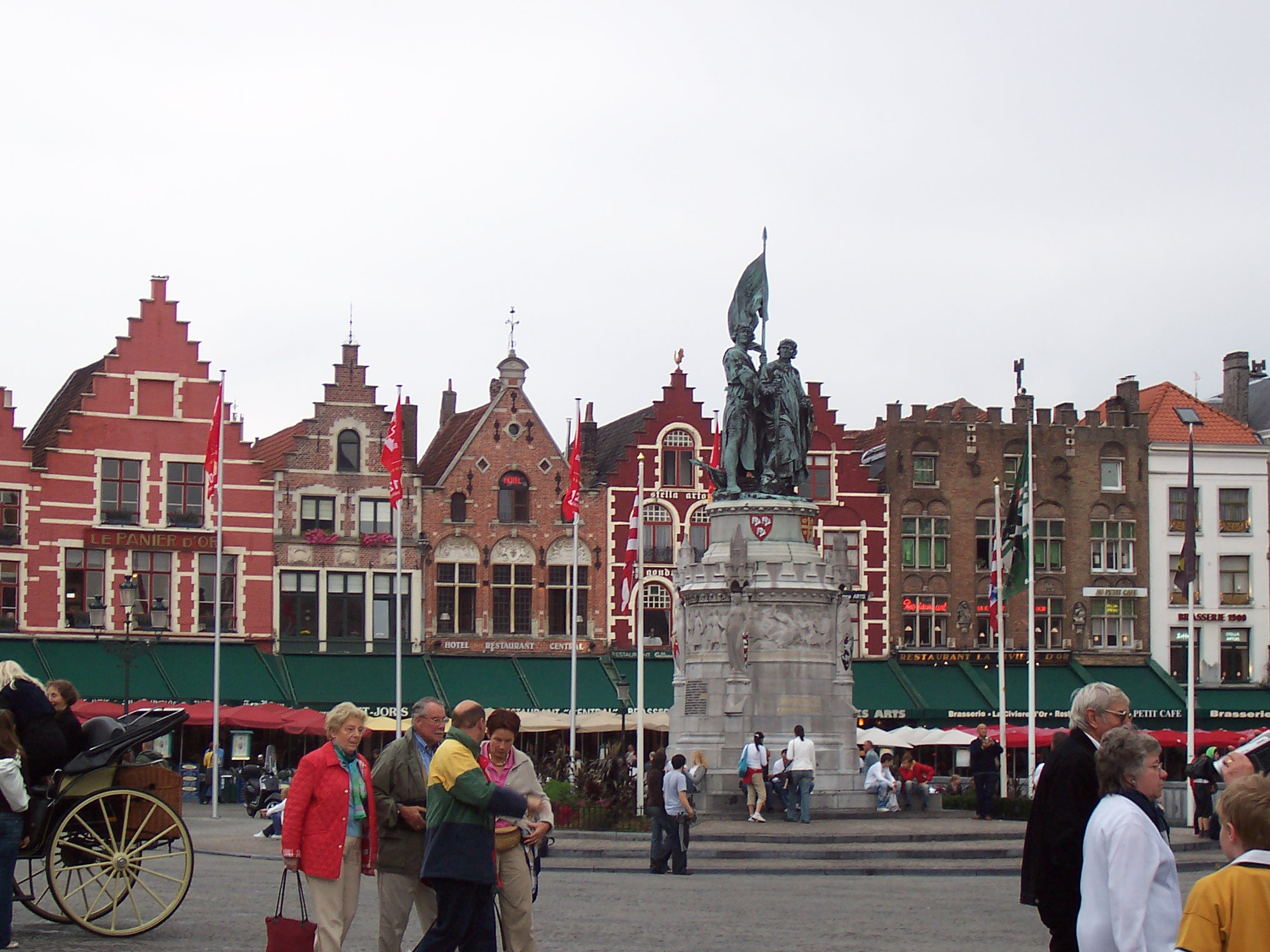
Denkmal für Jan Breydel und Pieter de Coninck in Brügge

Jan Breydel (* im 13. Jahrhundert in Brügge; † im 14. Jahrhundert) gilt neben Pieter de Coninck als Anführer der Brügger Frühmette, des blutigen Aufstands gegen den französischen König Philipp den Schönen.

## Wirken
Breydel, von Hause aus Fleischer, und de Coninck, ein Weber, führten die Aufständischen in den frühen Morgenstunden des 18. Mai 1302, die in die Häuser eindrangen, in denen die französische Garnison einquartiert war, und die meisten der Soldaten töteten. Kurz zuvor, am 1. Mai, war er an einem Angriff auf die Burg Male beteiligt, bei dem ebenfalls die gesamte französische Garnison getötet wurde.
Die Archive der Stadt Brügge belegen, dass sich Jan Breydel vom 8. bis 10. Juli 1302 in Kortrijk als einer derjenigen aufhielt, der die flämischen Truppen mit Fleisch versorgte. Auf dieser Grundlage wird allgemein angenommen, dass er am 11. Juli 1302 auch an der Sporenschlacht teilgenommen hat.
1308 half er bei der Befreiung von Willem van Saftinghe, der ebenfalls in Kortrijk gekämpft hatte, der sich während eines Aufstands in der Kirche von Lissewege verschanzt hatte. 1309 führten Breydel und de Coninck erneut, dazu Jan Heem, einen weiteren Aufstand in Brügge an, der sich diesmal gegen die Auswirkungen des Vertrages von Athis-sur-Orge richtete. Im gleichen Jahr tötete er einen Vertreter des Grafen von Flandern.

## Belletristik
- Hendrik Conscience: Hendrik Conscience#Der Löwe von Flandern („De leeuw van Vlaenderen“). Historienroman, 1838.